# 英國煤炭
英國煤炭公司，簡稱英國煤炭（英語：British Coal Corporation），則是在當時英國國有主要煤炭企業。
也就是在1946年7月12日，由當時英國國民煤炭局主要負責煤炭運作，當時是燃料電力局轄下之一，在1947年1月1日轉為國有煤炭企業之前，大中小型煤礦企業，則已約800家，而煤礦公司則由透過煤炭監督委員會管理，而在英國，把所有員工、其他設施、16個地區工廠轉為英國國民煤炭局運作。
在1973年，當時持有英國國民煤炭局（煤炭產品）股份有限公司，以及英國國民煤炭局（輔助設備）股份有限公司，它們也是非核心業務。1987年，由英國國民煤炭局開始轉為英國煤炭公司管理。在1994年，在煤炭行業法通過後，進行轉為私營化活動，也就是被煤炭管理局運作，經濟資產私營化正式開始，已被理察·約翰·布德格礦務股份有限公司進行合併，也就是現時為英聯煤炭股份有限公司至今，1997年正式結業。